# Гиперболический астероид
Гиперболический астероид — астероид или объект не кометной природы, который, по данным наблюдений, обладает орбитой, не ограниченной относительно Солнца и имеющей эксцентриситет, в перигелии превышающий единицу. В отличие от гиперболических комет
такие астероиды не обладают наблюдаемыми испаряющимися лёгкими элементами и, следовательно, не имеют комы. Большинство таких объектов обладают слабо гиперболическими орбитами и не являются межзвёздными объектами. Оумуамуа является по состоянию на апрель 2018 года единственным гиперболическим объектом с достаточно большим эксцентриситетом для того, чтобы считать его межзвёздным объектом.

## Известные гиперболические астероиды
По состоянию на апрель 2018 года известен единственный гиперболический астероид — A/2017 U7. A/2017 U7 имеет эксцентриситет орбиты около 1,001, то есть его орбита слабо гиперболическая. Все межзвёздные объекты, каким является недавно открытый Оумуамуа, обладают сильно гиперболическими орбитами. Астероиды могут быть выброшены из Солнечной системы или перейти на орбиту с высоким эксцентриситетом после близкого прохождения рядом с Юпитером. Но если вычисленная по наблюдениям объекта вблизи перигелия орбита оказалась незамкнутой, это не значит, что после преодоления внутренней части Солнечной системы орбита останется неограниченной.

### Гиперболические астероиды, классифицированные позже как кометы
A/2018 C2 был классифицирован как обычная гиперболическая комета 22 марта 2018 года и получил обозначение C/2018 C2 (Lemmon). A/2018 F4 был отнесён к классу гиперболических комет в апреле 2018 года и получил название C/2018 F4 (PANSTARRS). В настоящее время известно более 300 гиперболических комет.
В целом около 20 гиперболических комет изначально считались астероидами, но ни один из этих астероидов не считался гиперболическим.